# Špania Dolina
Špania Dolina je původem hornická obec na středním Slovensku v okrese Banská Bystrica. Má bohatou historii a dnes je střediskem cestovního ruchu.

## Poloha
Obec se nachází nedaleko Banské Bystrice – asi 14 km severně od centra krajského města. Leží v bočním údolí obklopena kopci Starohorských vrchů. Centrum obce leží v nadmořské výšce 728 m. Příjezd do obce je po místní komunikaci, která odbočuje z hlavní silnice spojující Banskou Bystrici a Ružomberok.

## Název
Název je odvozen z latinského pojmenování Valis Dominorum, v německé verzi Herrengrund (používané od roku 1535), což v překladu znamená Panská Dolina nebo Panské údolí. Přívlastek Špania se někdy odvozuje z latinského výrazu Spanatus, což znamená Špánova, tedy Županova dolina. Od středověku se užívaly ještě další názvy, latinské Montania je v listině z roku 1263, Grueb bylo zapsáno roku 1458, v maďarských pramenech je obec označována Úrvölgy, jednoduše také jen Baňa.

## Historie

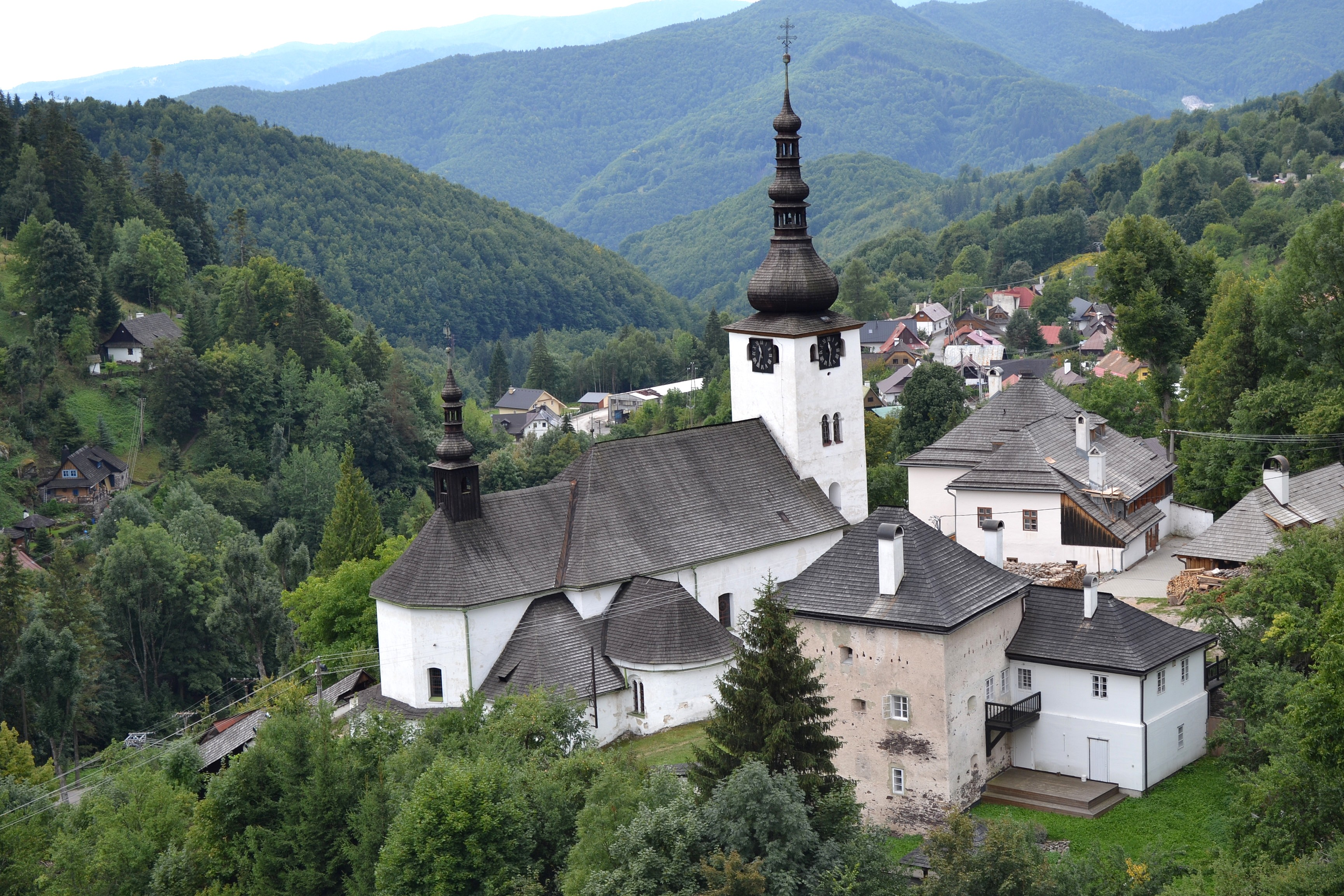
Kostel Proměnění Páně

Území obce bylo osídleno již v době bronzové, kdy byla známá zdejší naleziště mědi.
Archeologické nálezy hornických nástrojů pocházejí z let 2000-1700 před naším letopočtem. Zdejší měď byla spektrální analýzou identifikována u bronzových artefaktů z Balkánu a dokonce až ze Středního Východu. Dokládá to, že místní doly byly v době bronzové napojeny na rozsáhlou síť dálkových obchodních cest. První písemná zmínka o obci pochází z roku 1254. V 15. století byla zmapována ložiska mědi a stříbra, těžena nejprve horníky z Banské Bystrice a okolí. Roku 1463 ustavili horníci Bratrstvo Božího Těla (Fraternitas Corporis Christi). Za svatého patrona své profese si zvolili svatého Klementa Římského. Bratrstvo se později proměnilo v cech, jehož barokní insignie z roku 1701 dodnes slouží při „aušusnické službě“.
S těžbou ve velkém měřítku započala po roce 1494 mezinárodní důlní společnost, patřící rodinám Fuggerů a Thurzů. Obec razila v letech 1699 a 1739 dvě emise vlastních měděných mincí. Bohatý region přilákal mnoho zahraničních návštěvníků. Bankovní dům Fuggerů zde financoval laboratoř slavného alchymisty Paracelsa, který se zdejší cementační vitriolovou vodou experimentoval při svých pokusech o výrobu zlata. Francouzský filozof a spisovatel Charles Louis Montesquieu při okružní cestě střední Evropou roku 1728 na pobídku Isaaca Newtona navštívil měděné doly a napsal o nich.
Z dolů byla mimo jiné financována výstavba paláců v centru Banské Bystrice. Těžba probíhala po čtyři staletí.
Měděné doly byly uzavřeny v roce 1888, protože výtěžnost byla již prodělečná.
Dalším tradičním řemeslem, kterému se od 17. století věnovaly především ženy, bylo paličkování krajek. V roce 1883 zde byla otevřena škola k výuce tohoto řemesla.

## Současnost
K 31. prosinci 2005 žilo na území obce 182 obyvatel. Podle sčítání lidu v roce 2001 se 95,3% obyvatel hlásilo ke slovenské národnosti, 3% k české. 82,8% bylo vyznání římskokatolického. Roku 2003 bylo v obci ustaveno hornické bratrstvo Herrengrund - Špania Dolina, které se staré o údržbu a propagaci starých hornických tradic a památek.

### Turismus
Hlavním zdrojem příjmů obce v současnosti je turistický ruch. Turisté přijíždí kvůli historickým a technickým památkám a aktivitám v okolí krajině – turistice, běžeckému lyžování, cyklistice.  
Nejbližší skiareál jsou Šachtičky.

## Pozoruhodnosti
- Kostel Proměnění Páně – původně románská stavba, ze které se dochovala hranolová věž; kolem roku 1254 přestavěný na raně gotickou trojlodní baziliku; v první polovině 16. století společně s farou opevněný na refugium. S náměstím je spojen krytým schodištěm se 162 schody. Dnes se v areálu nachází Diecézní centrum mládeže Banskobystrické diecéze.
- 'Kaple Božího hrobu - barokní kopie jeruzalémské kaple
- Klopačka - budova s dřevěnou zvonicí na náměstí, ze které byli horníci svoláváni do práce.
- řada historických srubových staveb, které tvoří památkovou rezervaci lidové architektury.
- Turecká bašta - kdysi součást opevnění obce
- Obrovská halda hlušiny (zvaná hálňa) z báňské činnosti; nad obcí, je z ní krásný výhled na vesnici. Další haldy a důlní objekty jsou roztroušeny v okolí obce.
- Červené zlato a nádobky z něj zvané tummler - díla měďnářů z let 1635-1815: unikátní tepané kalíšky, číšky nebo misky z cementované mědi, někdy s rytými nápisy, název dostaly podle figurky horníka na středním sloupku, kterým se dají roztočit.[6]

## Mineralogická lokalita
Historický důlní revír Špania Dolina patří mezi nejvýznamnější mineralogické lokality na Slovensku. V této oblasti bylo nalezeno více než 100 druhů různých minerálů. Mezi místní rarity patří například minerál devillit CaCu4(SO4)2(OH)6 · 3H2O, též devillin, slovensky devillín, anglicky devilline (někdy je uváděn též jako úrvölgyit podle maďarského jména Španí Doliny), který byl pojmenován podle francouzského chemika Henri Etiena St-ClaireDevillea (1818 – 1881).

## Galerie

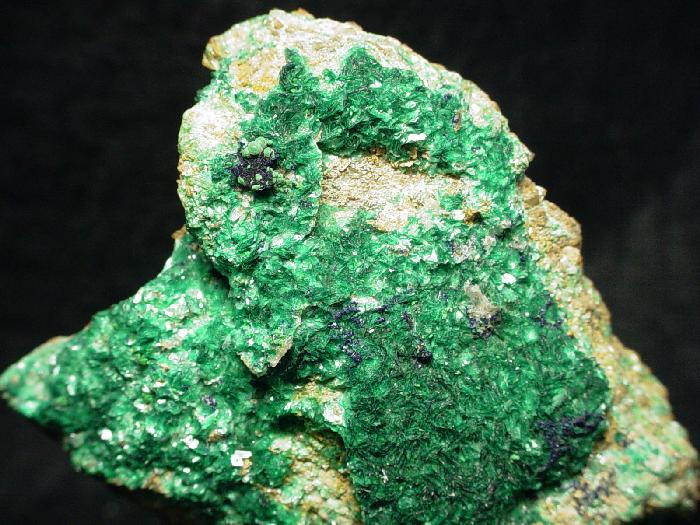
Devillit ze Španí Doliny, 19. století
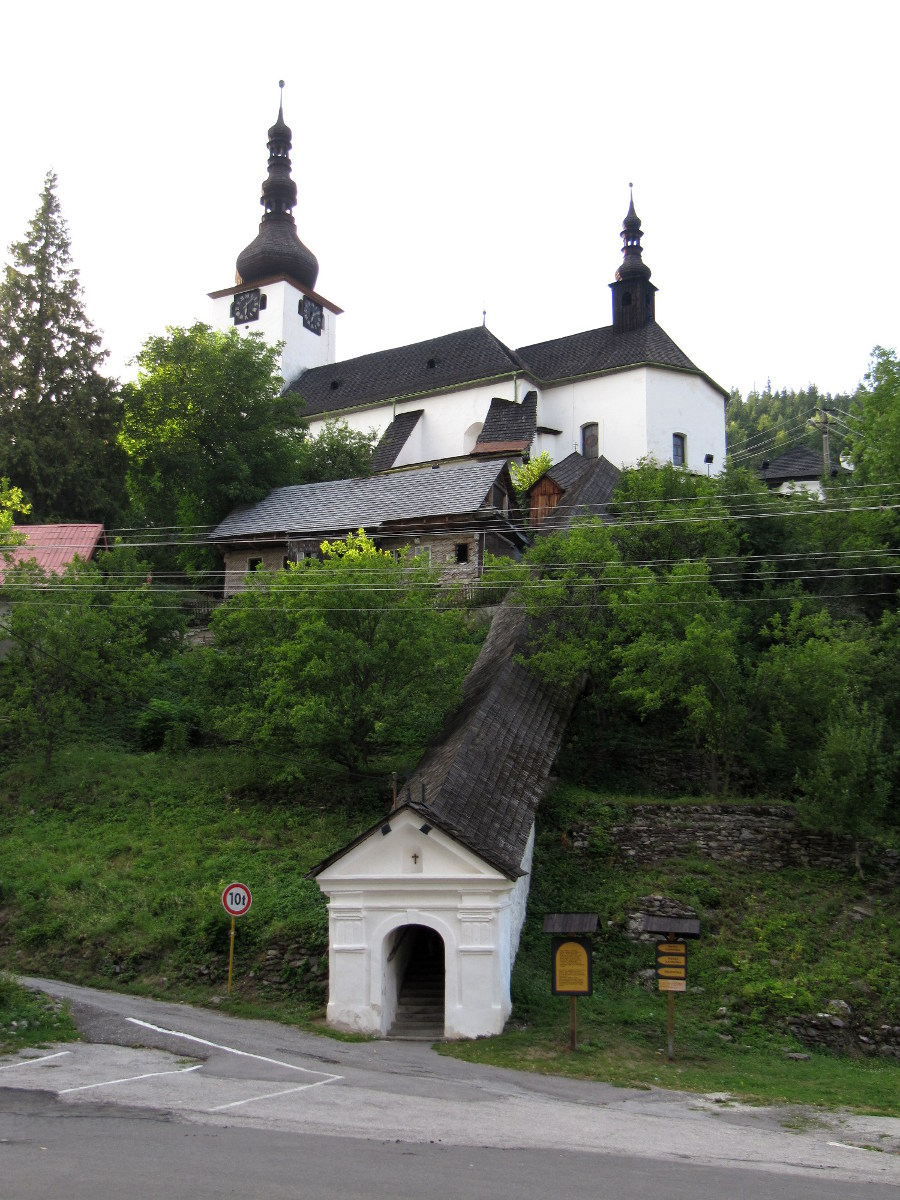
Krytá chodba ke kostelu
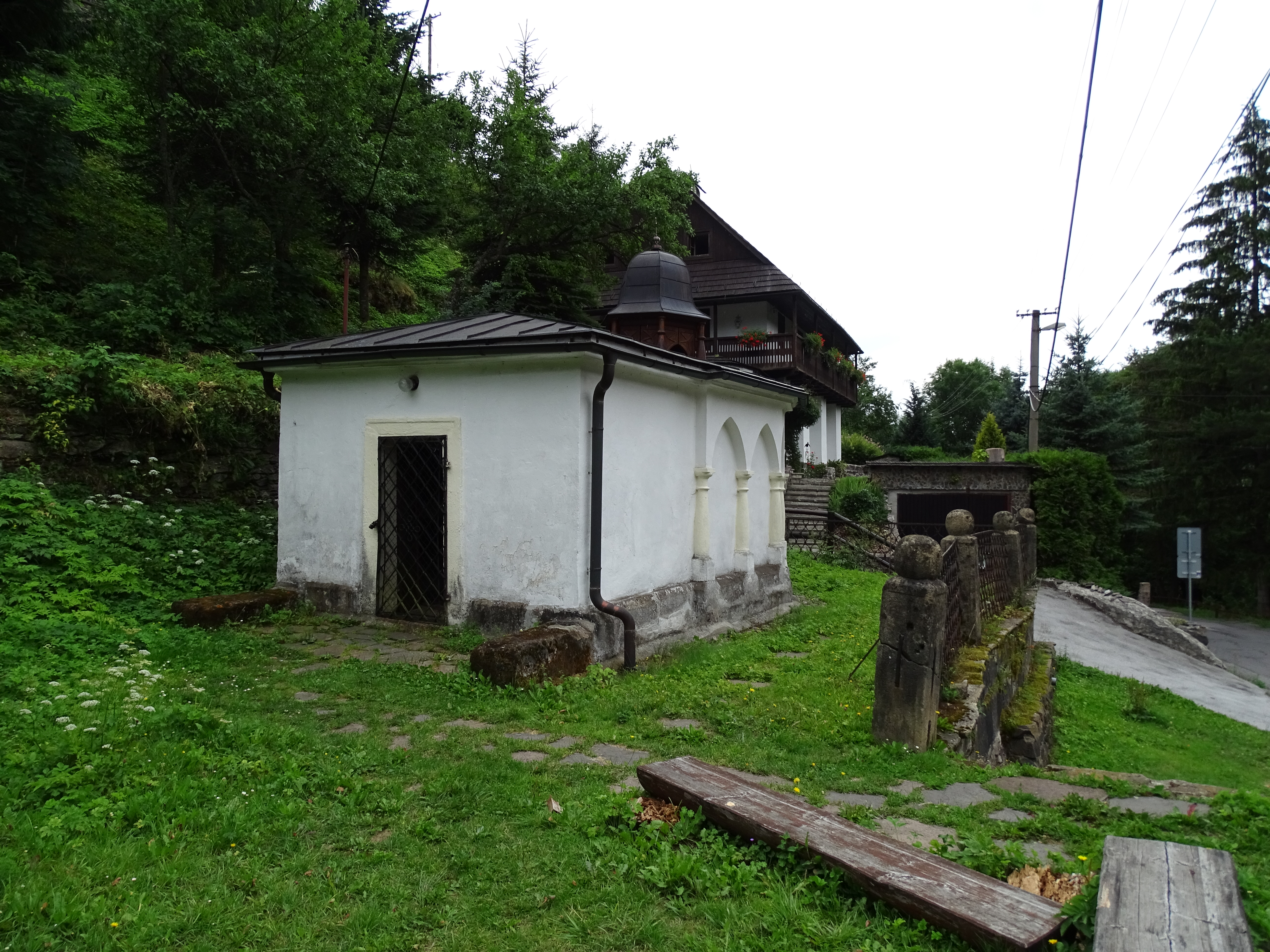
Kaple Božího hrobu
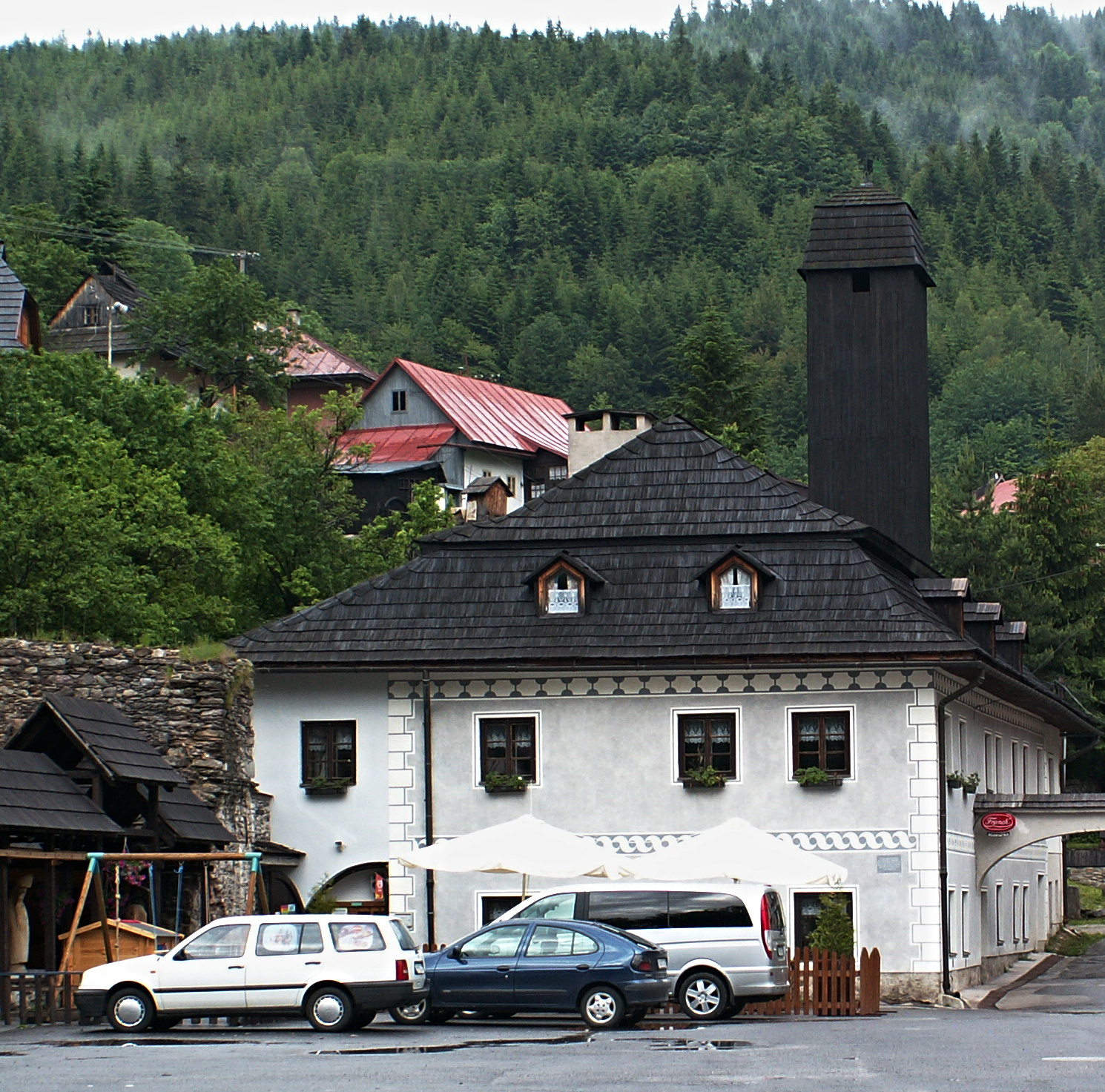
Klopačka
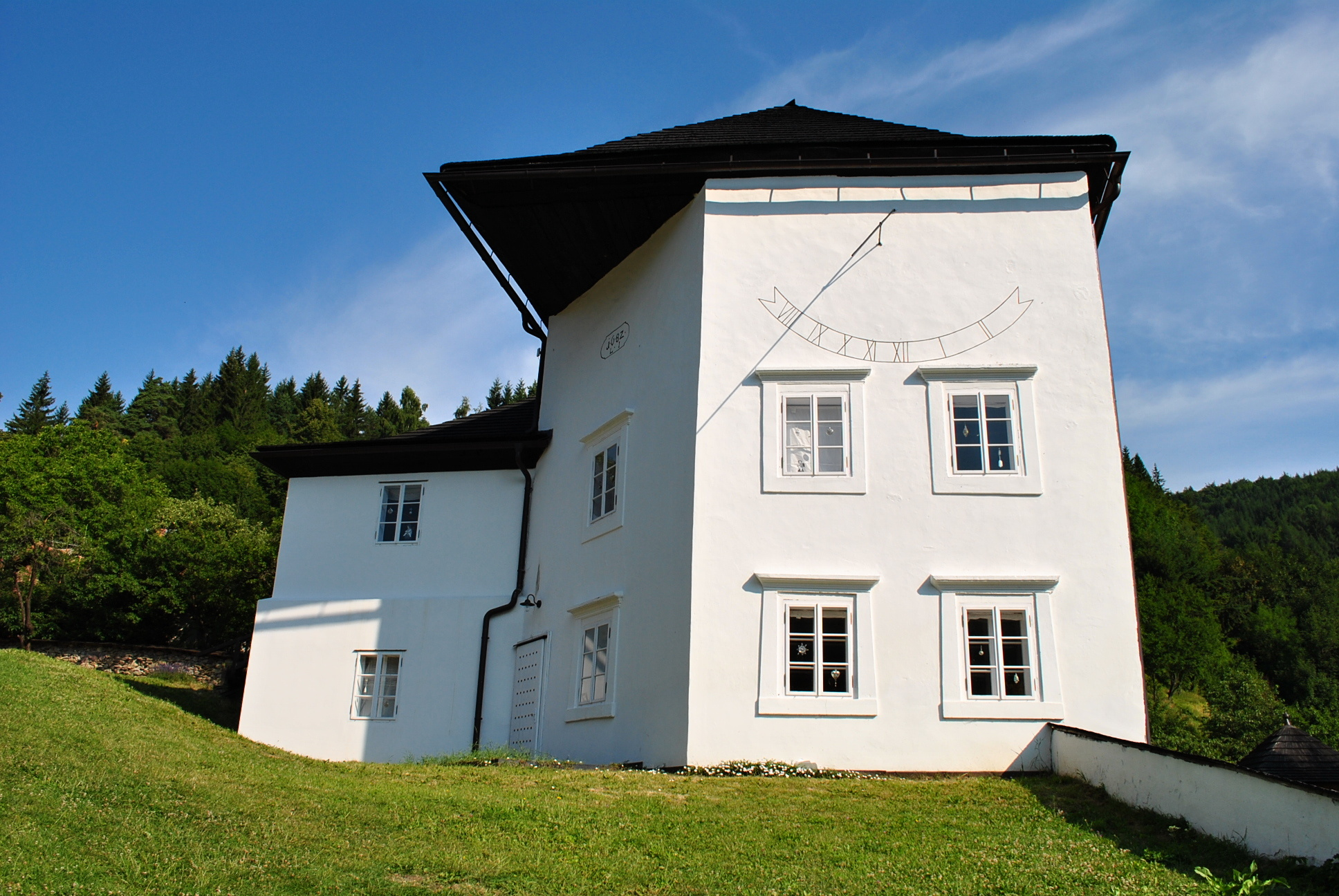
Turecká bašta
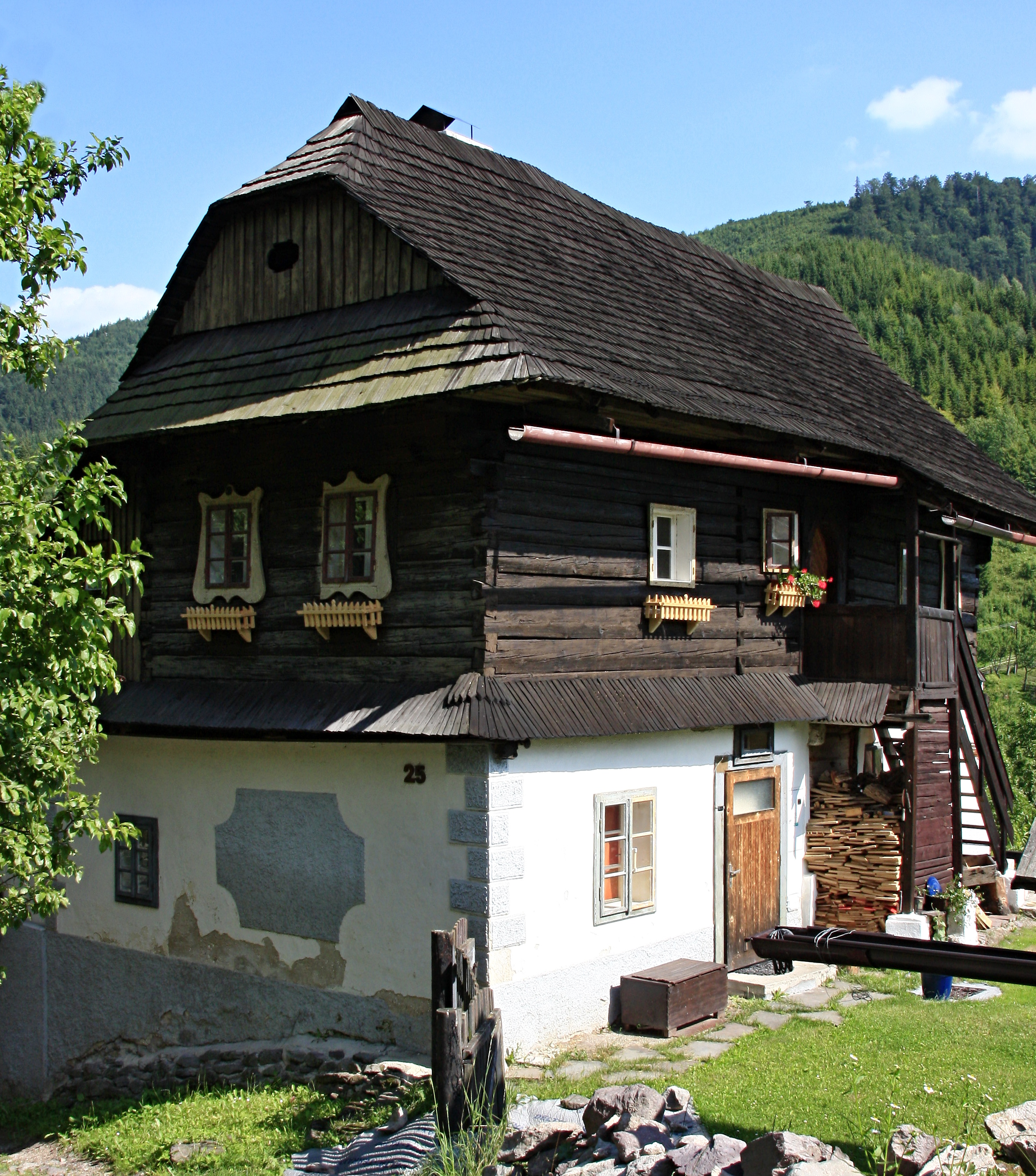
Hornický dům
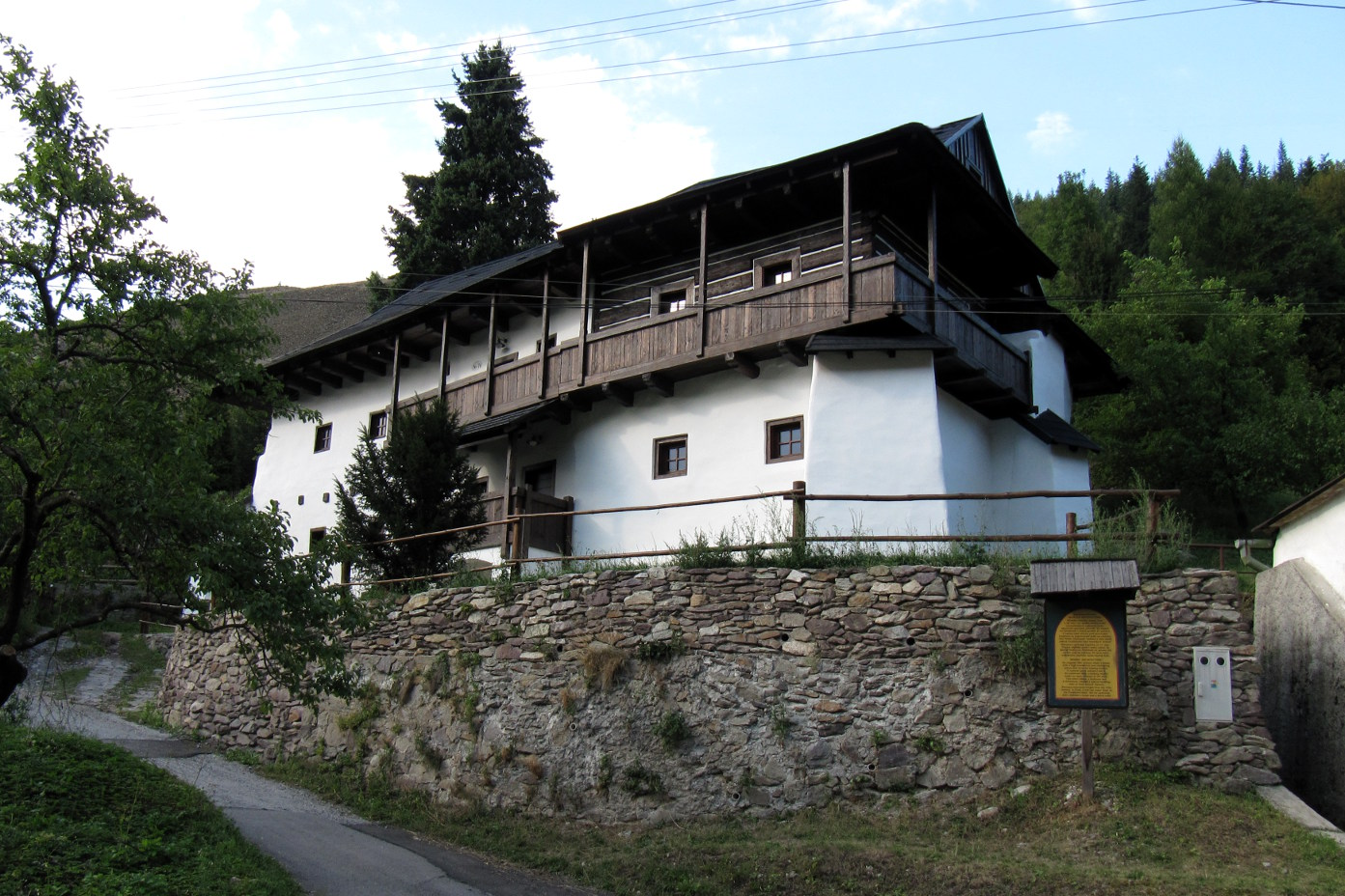
Kamenný dům
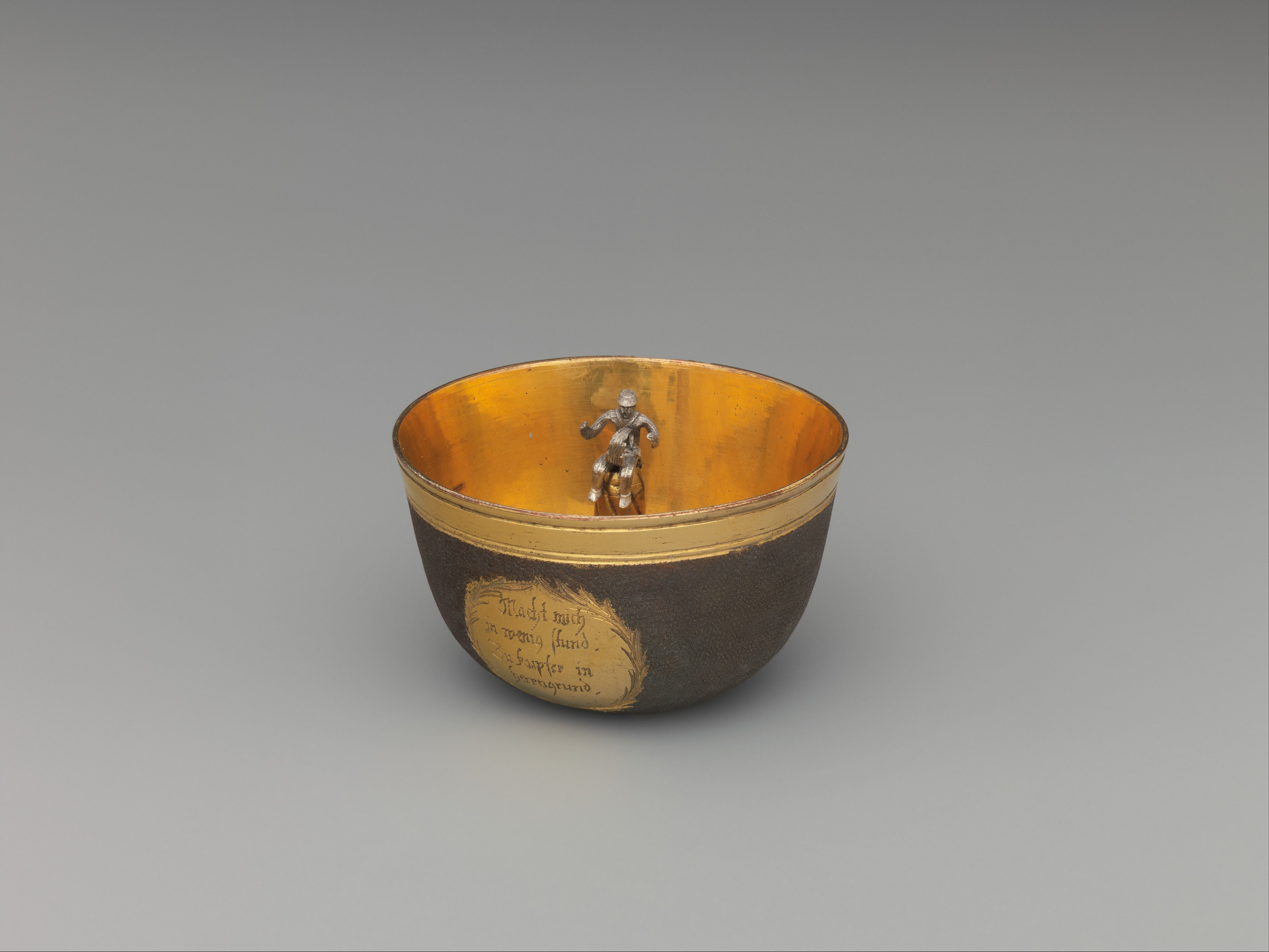
Tummler ze zlacené mědi